# Az első év (Batman)
Az első év egy 1987-es képregénytörténet Batman főszereplésével. Írója Frank Miller, rajzolója David Mazzucchelli. A történet egyike a szereplő legjelentősebb és legismertebb kalandjainak, mely Bruce Wayne Batmanné válásának történetét, és barátjának, James Gordonnak Gotham City-ben töltött első évét, kettejük találkozását meséli el.

## A történet megszületése és háttere
A DC Comics füzeteiben a képregény bronzkorának végét jelző esemény az 1985 és 1986 között megjelent Crisis on Infinite Earths című minisorozat volt. A cselekményben a kiadó tekintélyes mennyiségű kitalált alternatív világainak száma először ötre, majd egyre csökkent. Ennek következtében a DC számos szereplője, azok múltja és háttere kisebb mértékben vagy teljesen megújult. Bár Batmannek, mint szereplőnek az újraértelmezése és kalandjai tónusának átformálása a havi rendszerességgel megjelenő füzetek világán belül már 1970-es évek elején, Dennis O’Neil és Neal Adams közös munkájával megkezdődött, eredettörténetének újraértelmezése még váratott magára.

## A cselekmény
|  | Alább a cselekmény részletei következnek! |

James Gordon rendőrhadnagy január 4-én érkezik meg új állomáshelyére, Gotham City-be. Vele egy időben, tizenkét év távollét után a huszonöt éves Bruce Wayne, a Wayne-milliók örököse is visszatér a városba. Wayne szülei elvesztése óta tudatában van a Gotham minden társadalmi szintjét átszövő korrupciónak, amivel Gordon is hamar szembesül. A város viszonyai mindkettejüket egyformán taszítja.
Három hónappal később Wayne elérkezettnek látja az időt, hogy álcázva magát elvegyüljön a város utcáin. Bár nem akar feltűnést kelteni, mégis verekedésbe keveredik. Wayne-t letartóztatják, de szúrt és a rendőröktől szerzett lőtt sebe ellenére sikerül úgy megszöknie, hogy személyazonosságára nem derül fény. Visszatérve a birtokára, a vérveszteségtől legyengülve útmutatásért fohászkodik, hogy mi módon kelthetne félelmet és rettegést a bűnözőkben. Az ablakot hirtelen betörő denevért válaszként értelmezve végül hívatja lakáját, hogy az ellássa sebeit. Aznap éjjel Gordont, aki továbbra sem hagyja magát megvesztegetni, Loeb rendőrkapitány utasítására négy álarcos, köztük Gordon társa, Flass nyomozó megtámadja. Miután Gordonnak sikerül összeszedni magát a verés után, megkeresi és megveri Flasst, majd meztelenül megbilincselve az út szélén hagyja.
Bár Gordon még csak négy hónapja van a városban, bátor és becsületes magatartása miatt a sajtó hősként élteti, mellyel egyre több ellenséget szerez magának. Eközben Wayne a szobájába berepült denevér mintájára készített álruhájában kezd tevékenykedni. A város korrupt vezetői, köztük Loeb rendőrkapitány, először pozitívan ítélik meg a Batmannek elnevezett éjszakai igazságosztó tevékenységét, mivel az addig ugyan meghiúsította néhány üzletüket, de a lakosokban a biztonság érzetét kelti és eltereli róluk a figyelmet. Ez a véleményük azonban hamar megváltozik, mikor Batman közvetlenül rájuk mér csapást.
Batman felkutatásával Gordont bízzák meg, akinek első találkozása Batmannel több emberéletet követelő incidenshez vezet, mikor Loeb parancsára bombát dobnak arra az épületre, amibe a sebesült Batman bemenekül. A robbanást túlélve és a helyszínre érkező kommandós osztagon felülkerekedve Wayne-nek ismét sikerül megszöknie és félrevezetnie követőit. Valamivel később Batman akciójának egyik szemtanúja, a prostituált Selina Kyle úgy dönt, hogy új életet kezd, és macskajelmezt öltve tolvajnak áll.
Három hónappal később Gordon letartóztat egy közismert kábítószer kereskedőt, aki később Batman hatására vállalja, hogy vallomás tesz Gordon régi korrupt társa Flass ellen. Loeb ezért megzsarolja Gordont, hogy ha a továbbiakban sem működik együtt velük, leleplezi várandós felesége előtt, hogy futó viszonya volt egyik munkatársával, Essen őrmesterrel. Gordon tovább folytatja a Batman utáni nyomozást, és ennek során eljut a látszólag playboy életet élő Bruce Wayne-hez, bár bizonyítéka nincs ellene. A Wayne-nel való találkozás után Gordon úgy dönt, hogy bevallja feleségének a félrelépését.
Két hónappal később Batman egy gengszterfőnök, Carmine Falcone ügyletei után nyomoz, mikor tudomást szerez egy Gordon ellen készülő támadásról. Másnap reggel Falcone emberei Loeb segítségével megpróbálják elrabolni Gordon feleségét és alig három hetes fiát. Gordon éberségének és a civil álruhás Wayne segítsége révén azonban Gordon felesége és fia is sértetlenül megmenekül.
Gordont tizenegy hónappal Gothamba való áthelyezése után századossá nevezik ki. Eközben a börtönbe került Flass bizonyítékokat adott át Harvey Dent államügyésznek Loeb rendőrkapitány ellen, akinek helyére egy szinték korrupt tisztet neveznek ki. Gothamban feltűnt egy új bűnöző, aki azzal fenyegetőzik, hogy megmérgezi a város vízkészletét, és a Jokernek nevezi magát.
|  | Itt a vége a cselekmény részletezésének! |

## A szereplők ábrázolása és a mű képi világa
Miller a szereplő modernizálása során magát Batmant, mint „amerikai legendát”, szinte változatlanul hagyta, és inkább a környezetét tette komorabbá. A Batman „színes”, de inkább testileg és mentálisan is sérült ellenfeleit a Gotham City minden társalmi rétegét átszövő korrupció váltotta fel. A város látszólag egyetlen morálisan és erkölcsileg ép polgára a Gothambe visszatérő Bruce Wayne, valamit a szintén vele egy időben a városba áthelyezett rendőrhadnagy, James Gordon.
A Batman-mítosz szempontjából jelentős, a történet cselekményében azonban kevéssé fontos szerepet játszó szereplőnek Selina Kyle-nak Miller radikálisan új hátteret adott. Az első év történetében Kyle egy volt prostituált, aki a Macskanő személyazonosságát magára öltve kezd új életet.

## Megjelenése
Bruce Wayne Batmanné válásának elbeszélésével Dick Giordano, a DC akkori főszerkesztője Frank Miller írót és David Mazzucchelli rajzolót bízta meg. Millernek két évvel korábban megjelent The Dark Knight Returns című története után, melyben Batman egy lehetséges jövőjét a korabeli képregények stílusától és képi világától eltérő módon és formában mutatta be, ezúttal a szereplő eredetét kellett feltárnia. A minisorozatban megjelenő, nagy sikerű The Dark Knight Returns után a DC rendhagyó történetinek megjelentetésére egyre gyakrabban választotta a különkiadásokat és a képregényalbumokat, mint havi rendszerességgel megjelenő füzeteit. A Batman-füzetek akkori szerkesztője, Dennis O’Neil azonban úgy vélte, hogy a történetnek minden képen az egyik sorozaton belül kell megjelennie. „Ez egy fantasztikusan hatékony módja volt annak az üzenetnek az eljuttatására, hogy ez egy új kezdet. Az szöveg és a rajzok stílusa más lesz, mind ezt megelőzően.” – mondta később O’Neil.

## Hatása
Christopher Nolan filmrendező Batman eredettörténetéhez (Batman Begins - Batman: Kezdődik!) a képregény történetének több lényeges mozzanatát is felhasználta: Pl. Carmine Falcone karakterét, vagy a vízkészlet megmérgezésének tervét. (Valójában, ezt nem Joker követi el a filmben, hanem Ducard parancsára szeretnék végrehajtani ezt a tettet.)